# یادمان آزاد میدان
یادمان آزاد میدان (انگلیسی: Azad Maidan, کنادا: ಆಝಾದ್ ಮೈದಾನ್) یک پارک و یادبود شهیدان در شهر گوا از ایالت پانجی هند واقع در خیابان ماهاتما گاندی است. در سال ۱۸۴۳ در این میدان مجسمهٔ یادبودی از ژنرال معروف پرتغالی آلفونسو دالبوکرک بر پا شده‌بود. پس از آزادسازی گوا در سال ۱۹۶۱ این مجسمه به پایین کشیده شد و یادمان جدیدی برای بزرگداشت کشته‌شدگان جنبش آزادسازی گوا برپاشد.
یادمان یک سازهٔ بلند هرمی شکل با چهار یال است که نماد حضور داوطلبان از چهار گوشهٔ هند در آزادسازی گوا است. از این اثر در ۲۳ مارس ۱۹۷۳ رونمایی شد.